# 1853 у музиці

## Події
- 19 січня — прем'єра опери Джузеппе Верді «Трубадур» в римському театрі «Аполло».
- 6 березня — прем'єра опери Джузеппе Верді «Травіата» у Венеції в театрі ла Феніче.
- 1 листопада — Ріхард Вагнер починає складати музику для циклу опер Перстень Нібелунга

## Класична музика
- Фортепіанна Соната № 1 до мажор, Op. 1 Йоганнеса Брамса.
- Фортепіанна Соната № 3 фа мінор, Op. 5 Йоганнеса Брамса.
- Концерт для скрипки № 1 фа мінор, Op. 14 Генрика Венявського.
- Симфонія № 1 Es-dur, Оp. 2 Каміля Сен-Санса.

## Опера
- «Трубадур» — опера Джузеппе Верді.
- «Травіата» — опера Джузеппе Верді.

## Народились
- 30 грудня — Андре Мессаже, французький композитор (помер в 1929).

## Померли
- 16 січня — Маттео Каркассі, італійський гітарист та композитор (народився в 1792).